# Herbert Wehner
Herbert Wehner (født 11. juli 1906 i Dresden, Sachsen, død 19. januar 1990 i Bonn, Nordrhein-Westfalen) var en tysk politiker, der repræsenterede KPD og senere SPD.
Wehner var søn af en fagforeningsmand, der også var aktiv i SPD, men selv var han mere radikalt venstreorienteret. Han meldte sig ind i KPD i 1927 og blev valgt til parlamentet i Sachsen i 1930. Efter Hitlers magtovertagelse i 1933 deltog Wehner i den kommunstiske modstandsbevægelse. Han gik i 1935 i eksil i Moskva. Efter at have været i Sverige i partimæssigt øjemed, blev han i 1942 anholdt og arresteret.
Da han i 1946 vendte tilbage til Tyskland, blev han medlem af SPD. Han blev medlem af Forbundsdagen i 1949 og forblev medlem til han trak sig fra aktiv politik i 1983. Han havde en vigtig rolle i forbindelse med Godesberg-programmet, i hvilket partiet afviste den marxistiske ideologi. I 1966 blev han indenrigsminister i Kurt Kiesingers CDU-SPD-regering. Da SPD påtog sig regeringsansvaret under ledelse af Willy Brandt, blev Wehner formand for SPD's gruppe i Forbundsdagen.
Under hans tid i Forbundsdagen blev han kendt sin meget direkte stil; ofte kom han med personlige og fornærmende angreb på sine politiske modstandere. Han nåede at få næsten 80 irettesættelser af parlamentets formand. 
Han døde i 1990 efter længere tids sygdom.